# فلس (جازان)
قرية فلس، وهي إحدى قرى منطقة جازان وهي قرية سكنية تابعة لبلدية محافظة أبو عريش جنوب غرب المملكة العربية السعودية، تبعد 16 كم باتجاه الشمال من مدينة أبو عريش.

## الموقع
تقع قرية فلس في منطقة زراعية وسط محافظة جازان، تبعد عن مدينة أبو عريش التابعة لها حوالي 16 كيلومتر ويمر من جنوبها وادي، وتبعد حوالي 40 كيلومترا بالاتجاه الشمالي الشرقي من مدينة جازان، لها عند خط طول 42 درجة وخط العرض 17 درجة.
على الرغم من توزيع أراضي المنح من قبل الدولة في مخطط "فلس"، إلا أن المخطط يواجه تحديات في توفير الخدمات الأساسية مثل الطرق المعبدة والكهرباء والمياه. هذا النقص في الخدمات يعيق التنمية في المنطقة ويؤثر على جودة حياة السكان.

## انظر ايضاً
- القويعية
- البهاكله
- المصايدة

## وصلات خارجية
- بيانات المجلس البلدي من الأمانة العامة لشؤون المجالس البلدية.
- حصر الخدمات بالمدن والقرى بمنطقة جازان. نسخة محفوظة 25 يناير 2020 على موقع واي باك مشين.
- دليل الخدمات بمنطقة جازان.
- مصلحة الإحصاءات العامة والمعلومات.